# Croton myricifolius
Espèce
Croton myricifolius est une espèce de plantes à fleurs du genre Croton et de la famille des Euphorbiaceae présente au centre et à l'est de Cuba.
Il a pour synonyme :
- Oxydectes myricifolia, (Griseb.) Kuntze